# 烽燧站
烽燧站（朝鲜语：봉수역；）曾为朝鲜铁路三池渊线上的一个车站，位于两江道普天郡，废止时间不明。